# Ibex Valley
Pour les articles homonymes, voir Ibex.

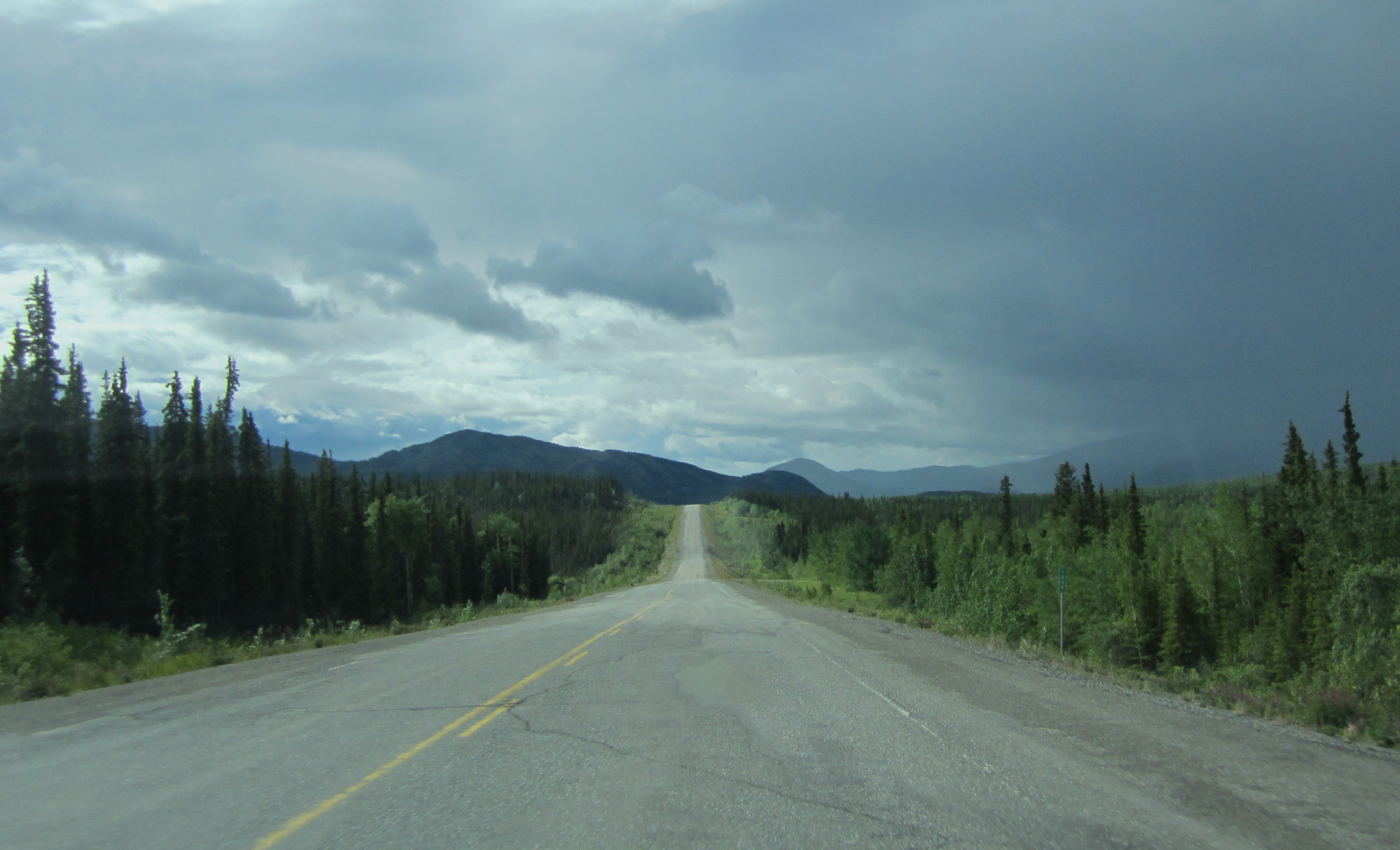
Route de l'Alaska

Ibex Valley est une localité du Yukon au Canada, située sur la Route de l'Alaska, dont la population était de 315 habitants en 2001.
Ibex Valley est une zone résidentielle qui s'étend le long de la route de l'Alaska, à proximité de Whitehorse dont elle fait partie de la région de recensement. La majorité de ses habitants travaille à Whitehorse ou s'occupe d'agriculture et d'activités touristiques.

## Démographie
| 2001 | 2006 | 2011 | 2016 |
| ---- | ---- | ---- | ---- |
| 315  | 376  | 346  | 411  |